# Ezechias Paulo Heringer
Ezechias Paulo Heringer (5 de abril de 1905 - 1987) fue un agrónomo, recolector y botánico brasileño.

## Biografía
Ezechias Paulo Heringer se formó como ingeniero agrónomo, trabajó en la Estação Florestal de Paraopeba en Minas Gerais durante un tiempo, siendo transferido a Brasilia.
Cuando llegó a Brasilia a principios de 1960, y siendo funcionario del Ministerio de Agricultura, en solo un año consiguió su primera acción ambiental en la nueva capital: la creación del Parque Nacional de Brasilia, ya en ese momento con las 28.000 ha actuales. Era el inicio de una carrera como ambientalista apasionado por el Cerrado.
Al llegar a Brasilia, su hija Anajulia Heringer Salles (actual directora del Jardín Botánico de Brasilia) tenía solo 6 años, y tanto ella como sus 4 hermanos ayudaban a su padre a desecar los especímenes de plantas que recolectaba para herbarios. Así descubrió multitud de especies nuevas. De las especies que mandó a amigos, 35 llevan su nombre en homenaje. Inició el Herbario de la Universidad de Brasilia (UnB), que actualmente lleva su nombre.
Hizo varios trabajos conjuntamente con el profesor e investigador asociado del Laboratorio de Anatomía Vegetal de la UnB, José Elias de Paula, (ambos publicaron seis trabajos científicos conjuntos). En colaboración con otros profesores propuso la creación de la Fazenda Água Limpa (FAL), también adscrita a la Universidad.
En la UnB, contribuyó a la creación de cursos de Agronomía e Ingeniería Forestal. De las 254 especies de orquídeas existentes en el Distrito Federal, Heringer descubrió y describió 154.
Trabajó también en la creación e implantación de la Reserva Ecológica do Instituto Brasileiro de Geografia e Estatística (IBGE) y en la creación del santuario de Cedrela xerogeiton (especie en extinción que existe solamente en un lugar próximo al Jardín Zoológico de Brasilia). Participó en las propuestas de creación de la Estação Ecológica de Águas Emendadas (divisoria de aguas de tres cuencas: Amazónica, del Paraná y del São Francisco) y de la creación del Área de Proteção Ambiental (APA) Gama-Cabeça de Veado, que alberga los terrenos del FAL, de la Reserva do IBGE y del Jardín Botánico de Brasilia.

## Obra
- Nomes de plantas em acidente geográfico do Estado de Goiás. HERINGER, E. P., 1969. P. 325-340 in: Anais, XX Congresso Nacional de Botânica, Goiânia, 19 a 26 de Janeiro de 1969. Goiânia, Sociedade Botânica do Brasil, 436 p.

## Honores

### Eponimia
- Herbario Heringer del Jardín Botánico de Brasilia[2]

Especies (59 registros IPNI)
- (Asteraceae) Achyrocline heringeri (H.Rob.) Deble & Marchiori[3]

- (Asteraceae) Wedelia heringeriana (H.Rob.) B.L.Turner[4]